# 조 드로치
조 드로치(Joe DeLoach, 본명: Joseph ("Joe") Nathaniel DeLoach, 1967년 6월 5일 ~ )는 1988년 올림픽 200m 챔피언이었던 미국의 전 200미터 달리기 육상 선수이다.
텍사스주 베이시티 (텍사스주)에서 11명의 자매와 1명의 형제가 있는 가정에서 태어난 드로치는 어린 나이에 달리기를 즐겼고 축구 선수가 되고 싶었지만 나중에는 단거리 경주로 마음을 바꿨다. 칼 루이스처럼 휴스턴 대학교에서 훈련을 받았다.
경력 동안 드로치는 대한민국 서울에서 열린 1988년 하계 올림픽인 올림피아드에 참가했다. 200m에서 우승했다(산타 모니카 트랙 클럽의 팀 동료인 칼 루이스를 제치고 100m에서는 5위를 기록함). 첫 번째 퍼포먼스는 게임 자격을 갖추기에 충분했다. 그곳에서 그와 루이스가 가장 좋아하는 사람이었다. 결승전에서 드로치는 루이스를 붙잡고 19.75초의 올림픽 기록을 세웠다. 이 공연은 칼 루이스가 개인 올림픽 결승전에서 패배한 유일한 기록이었다.
2003년, 1991년부터 2000년까지 미국 올림픽 위원회의 약물 통제 행정 책임자였던 웨이드 엑섬 박사는 스포츠 일러스트레이티드에 문서 사본을 제공하여 드로치를 포함한 약 100명의 미국 운동선수가 1988년부터 2000년 사이에 약물 양성 반응을 보였다는 사실을 밝혔다. IAAF는 혐의를 조사한 결과 복용량이 낮았으며 규정을 위반하지 않았다고 발표했다.